# 164587 Taesch
164587 Taesch è un asteroide della fascia principale. Scoperto nel 2007, presenta un'orbita caratterizzata da un semiasse maggiore pari a 3,0885433 UA e da un'eccentricità di 0,2038558, inclinata di 15,80098° rispetto all'eclittica.